# Raventor Triple Cairns

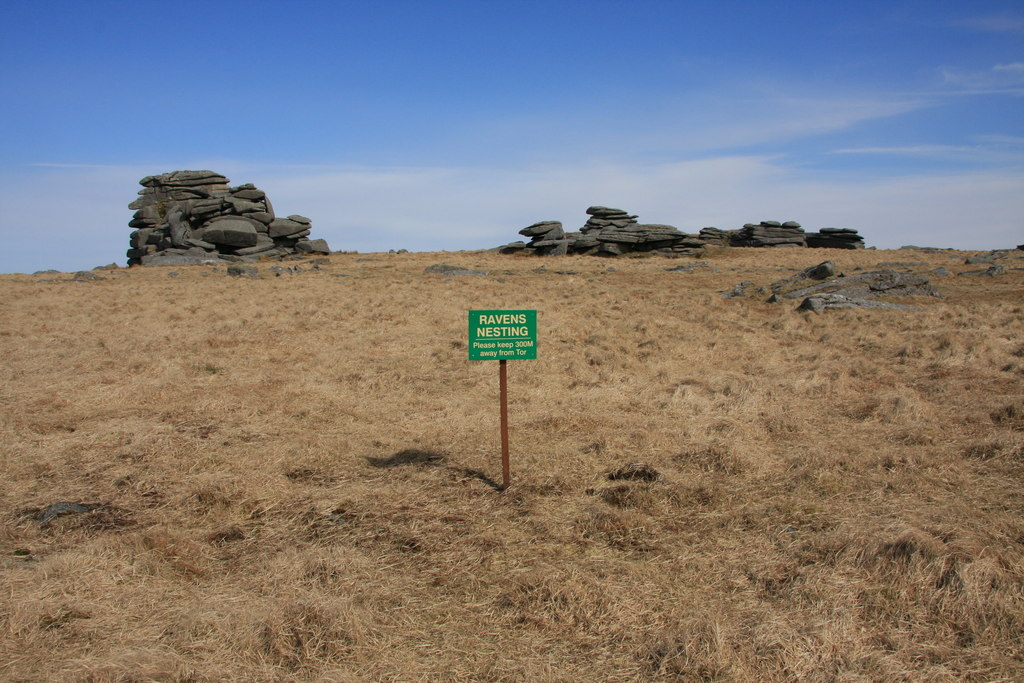
Raven Tor - Ravens nesting

Die Raventor Triple Cairns liegen am Rand des Beeley Moor bei Bakewell, südlich von Chatsworth House mit Blick über die Täler von Beeley Brook und den River Wye und den Derwent, in Derbyshire in England.
Alle drei eng benachbarten bronzezeitlichen Cairns sind aus großen Steinen gebildet und mit etwa 0,5 Meter hohen Randsteinen gefasst. Der zentrale Cairn, der etwa West-Ost orientierten Reihe, hat einen doppelten Randsteinring. Die Randsteine am nördlichen Rand der jeweils etwa sieben Meter messenden Kreise sind megalithisch. Bei der Ausgrabung in der Mitte des 20. Jahrhunderts wurden im mittleren und westlichen Cairn Steinkisten mit Knochen und Keramik gefunden.
Etwa acht Meter vom Dreifach-Cairn entfernt liegt eine rechteckige kistenartige Steineinfassung mit einer Steinschüttung im Inneren. Ein weiteres gut erhaltenes, rechteckiges Beispiel mit einer Länge von etwa einem Meter befindet sich in einem Cairn etwa 300 Meter südlich, während andere nördlich von Raven Tor bei Hob Hurst’s House und in der Nähe des Vier-Pfosten-Steinkreises auf dem Gibbet Moor (Galgenmoor) liegen.